# The Times Group
The Times Group è uno dei più importanti gruppi multimediali dell'India. Appartiene alla società indiana Bennett, Coleman & Co. Ltd. (BCCL).

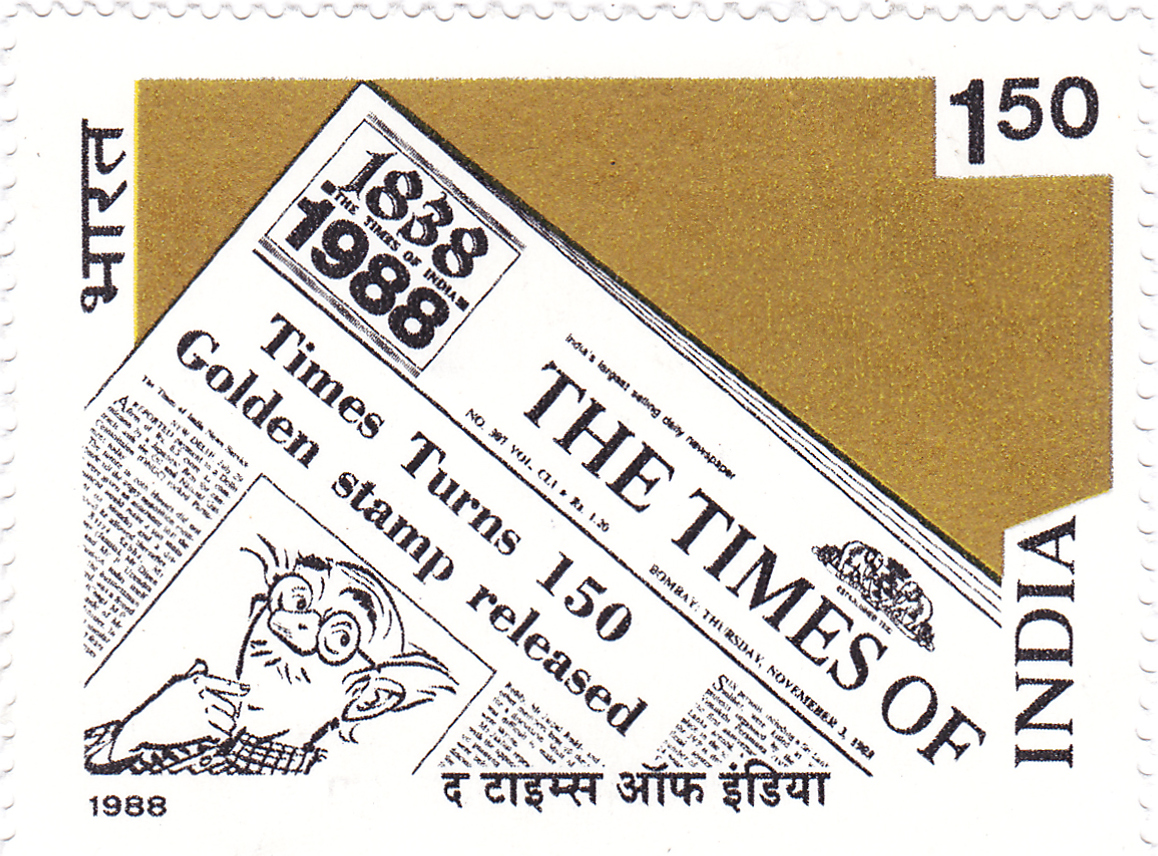
The Times of India 1988 stamp of India

## Principali aziende
Le principali attività del gruppo sono:
- The Times of India - Uno dei maggiori quotidiani in lingua inglese del mondo
- The Economic Times - Il più diffuso quotidiano economico indiano
- Navbharat Times - Quotidiano in lingua hindi
- Maharashtra Times - Quotidiano in lingua marathi
- Mumbai Mirror - uno dei principali quotidiani del mattino di Mumbai

- Filmfare - rivista dedicata al cinema (pubblicata in collaborazione con la BBC)
- Femina - Una dei maggiori riviste femminili indiani (pubblicata in collaborazione con la BBC)

- Radio Mirchi - Il più grande network radiofonico indiano in FM

- Planet M - Una delle maggiori catene di prodotti musicali del paese
- Zoom - Canale televisivo
- Times Now - Canale televisivo dedicato alle notizie (in collaborazione con la Reuters)
- Times Jobs - Sito web
- Times Matri - Sito web
- Magic Bricks - Sito web dedicato alle offerte immobiliari